# Theo Koening
Theo Koening MSC (* 20. April 1926 in Horstmar; † 8. Oktober 2010) war ein deutscher Ordensbruder und Missionar, der durch seine Unterstützung für Inhaftierte in der DDR als Onkel Theo bekannt wurde.

## Leben
Koening war das älteste von sieben Kindern. Nach einer Lehre zum Industriekaufmann wurde er kurz vor Kriegsende zur Wehrmacht eingezogen. Anfang Januar 1948 trat er in Münster in den Orden der Herz-Jesu-Missionare ein und ab 1952 war er 20 Jahre als Missionar in Papua-Neuguinea tätig. Nach der Rückkehr arbeitete er ab 1972 als Sekretär am Kardinal-von-Galen-Gymnasium in Münster-Hiltrup. 1974 besuchte er zum ersten Mal die DDR und erfuhr dort von der Inhaftierung politischer Gegner des sozialistischen Staates. Er nahm Kontakt zum Verein Hilferufe von drüben auf und begann, Briefe und Hilfspakete an die Angehörigen von Gefangenen zu schicken. Für seine Arbeit nutzte er den Keller des Hiltruper Klosters. Den Inhalt der Pakete finanzierte er durch Spenden, die Portokosten, die monatlich einen vierstelligen Betrag ausmachten, wurden vom Verein übernommen. Im Laufe seiner Tätigkeit wurde er unter dem Namen „Onkel Theo“ bekannt. 
Auch die Staatssicherheit wurde auf ihn aufmerksam und legte ab 1981 eine am Ende mehr als 8000 Seiten umfassende Akte zu Koening an. Die DDR-Behörden vermuteten aufgrund Koenings umfangreicher Tätigkeit für längere Zeit, hinter dem Pseudonym „Onkel Theo“ verberge sich eine „Feindorganisation“. Die Stasi plante sogar die Entführung von Koening und versuchte zu diesem Zweck wiederholt, ihn unter einem Vorwand in die DDR oder die ČSSR zu locken. Zum Ende seiner Tätigkeit hielt Koening zu über 700 Familien in der DDR Kontakt. Er sorgte mit seinen Beziehungen in die DDR dafür, dass die als „Frau vom Checkpoint Charlie“ bekannt gewordene Jutta Gallus nach ihrer Ausreise Kontakt zu ihren in der DDR gebliebenen Kindern aufnehmen konnte.
Am 1. Juli 1991 wurde Koening das Bundesverdienstkreuz verliehen und 2006 erhielt er das Verdienstkreuz des Malteserordens. Nach der Wiedervereinigung organisierte Koening in Kooperation mit den Maltesern Hilfslieferungen nach Königsberg. Er starb 2010 und wurde auf dem Klosterfriedhof der Herz-Jesu-Missionare beigesetzt.